# Claudio Argento
Claudio Argento, né le 15 septembre 1943 à Rome, est un producteur et scénariste de cinéma et de télévision italien.

## Biographie
Fils du producteur de cinéma Salvatore Argento, il a produit de nombreux films réalisés par son frère aîné Dario. Il est également le cousin du journaliste Vittorio Argento et l'oncle de l'actrice Asia Argento.
Ses productions la plus importante, parmi celles qui n'ont pas été réalisées par son frère, est Zombie (1978) de George A. Romero ainsi que le film culte Santa Sangre (1989) d'Alejandro Jodorowsky, pour lequel, en plus d'être producteur, il a participé à l'écriture du scénario,.
En 2010, il a repris contact avec Romero pour réaliser une adaptation en 3D du classique Les Frissons de l'angoisse (1975) de son frère Dario, en lui assurant que le célèbre réalisateur participerait également au projet. Romero, qui s'est montré intéressé par le film, a décidé de contacter Dario, qui lui a assuré qu'il n'en savait rien, ce qui a conduit Romero à décliner l'offre de réaliser l'adaptation. A ce jour, on ignore si Claudio envisage de poursuivre le projet,.

## Filmographie

### Producteur
- 1973 : Cinq Jours à Milan (Le cinque giornate) de Dario Argento
- 1975 : Les Frissons de l'angoisse (Profondo rosso) de Dario Argento
- 1977 : Suspiria de Dario Argento
- 1978 : Zombie (Dawn of the Dead) de George A. Romero
- 1980 : Inferno de Dario Argento
- 1982 : Ténèbres (Tenebre) de Dario Argento
- 1985 : Piccoli fuochi de Peter Del Monte
- 1987 : Luci lontane d'Aurelio Chiesa (it)
- 1989 : Santa Sangre d'Alejandro Jodorowsky
- 1990 : Deux Yeux maléfiques (Due occhi diabolici) de Dario Argento et George A. Romero
- 1992 : Nero (it) de Giancarlo Soldi (it)
- 1998 : Le Fantôme de l'Opéra (Il fantasma dell'opera)
- 2000 : Scarlet Diva d'Asia Argento
- 2001 : Le Sang des innocents (Non ho sonno) de Dario Argento
- 2004 : Card Player (Il cartaio) de Dario Argento
- 2005 : Aimez-vous Hitchcock ? (Ti piace Hitchcock?) de Dario Argento
- 2007 : La Troisième Mère (La terza madre) de Dario Argento
- 2009 : Giallo de Dario Argento

### Scénariste
- 1989 : Santa Sangre d'Alejandro Jodorowsky